# Aenigmatopoeus cucullatus
Aenigmatopoeus cucullatus är en tvåvingeart som beskrevs av Colyer 1958. Aenigmatopoeus cucullatus ingår i släktet Aenigmatopoeus och familjen puckelflugor. Inga underarter finns listade i Catalogue of Life.